# شارع نابلس (القدس)
شارع نابلس هو اسم طريق في مدينة القدس، على امتداد الطريق التاريخي القدس - نابلس. يبدأ الشارع من باب العامود باتجاه الأحياء الشمالية.

## وصلات خارجية
- وثائق قديمة.